# SN 2001cy
SN 2001cy – supernowa typu II odkryta 30 czerwca 2001 roku w galaktyce UGC 11927. W momencie odkrycia miała maksymalną jasność 16,30m.